# José Luis Peña Revilla
José Luis Peña Revilla (Santander, 5 d'agost de 1972) és un exfutbolista càntabre, que ocupava la posició de davanter.
Sorgit del planter del Racing de Santander, va debutar en primera divisió amb l'equip muntanyés a la campanya 94/95, en la qual va disputar dos partits.